# Elke Heinrichs
Elke Heinrichs (* 30. August 1964 in Aachen) ist eine ehemalige deutsche Wasserspringerin.

## Karriere
Elke Heinrichs vom SV Neptun Aachen 1910 gewann 1981, 1982 und 1985 den deutschen Meistertitel im Turmspringen, 1982 siegte sie auch vom Drei-Meter-Brett. Bei den Weltmeisterschaften 1982 in Guayaquil belegte Heinrichs den 18. Platz vom Drei-Meter-Brett und den 11. Platz vom 10-Meter-Turm. Zwei Jahre später bei den Olympischen Spielen 1984 in Los Angeles schied Heinrichs als 16. von 21 Springerinnen im Vorkampf des Turmspringens aus. 1985 wurde sie bei den Europameisterschaften in Sofia Siebte im Turmspringen. Nachdem sie die Saison 1986 wegen einer Blinddarm-Operation auslassen musste, wurde Heinrichs 1987 bei den Europameisterschaften in Straßburg wieder Siebte vom Turm. 1988 bei den Olympischen Spielen in Seoul trat Heinrichs vom Drei-Meter-Brett an und schied als 23. von 27 Starterinnen aus.
Elke Heinrichs arbeitete später als Erziehungsberaterin bei der Stadt Elsdorf.